# Lu Hsun (cràter)

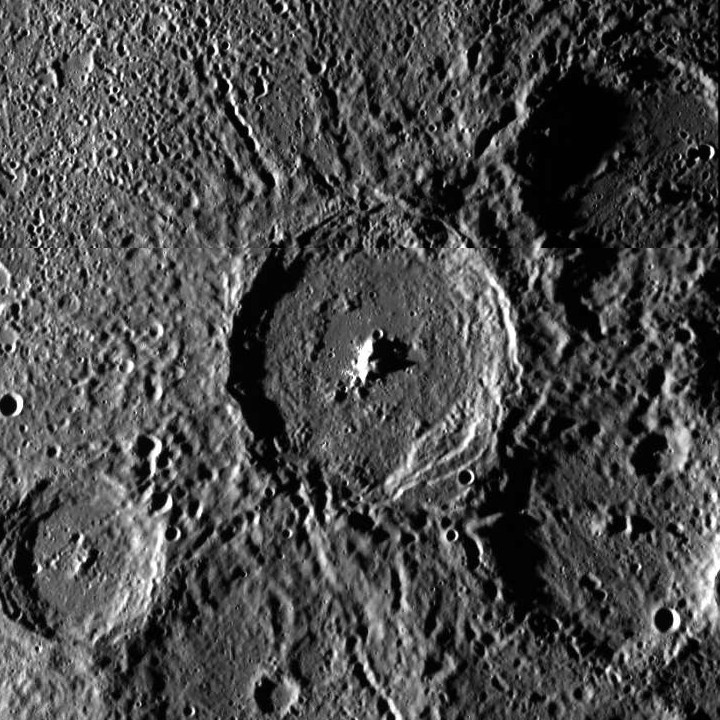
Cràter Lu Hsun

Lu Hsun és un cràter d'impacte en el planeta Mercuri de 96 km de diàmetre. Porta el nom de l'escriptor xinès Lu Xun (1881-1936), i el seu nom va ser aprovat per la Unió Astronòmica Internacional el 1976.